# Odontomyia heterogastra
Odontomyia heterogastra är en tvåvingeart som beskrevs av Mario Bezzi 1928. Odontomyia heterogastra ingår i släktet Odontomyia och familjen vapenflugor. Inga underarter finns listade i Catalogue of Life.